# Ngô Đình Nhu
Ngô Đình Nhu (Huế, 7 ottobre 1910 – Saigon, 2 novembre 1963) è stato un politico vietnamita. Fu il fratello minore e principale consigliere politico del primo Presidente del Vietnam del Sud Ngô Ðình Diệm e venne considerato la mente dietro al regime autocratico di Diem.

## Biografia
La famiglia di Nhu era originaria del villaggio di Phu Cam nel Vietnam centrale. La sua famiglia prestò serviziò come mandarini nella corte imperiale di Hue, e suo padre Ngo Dinh Kha, fu consigliere dell'Imperatore Thành Thái durante la colonizzazione francese. Quando i francesi deposero l'imperatore con il pretesto di essere folle, Kha si ritirò in segno di protesta divenendo un agricoltore. Nhu fu il quarto di sei figli, nascendo nel 1910. Tra i figli, si ricorda la giurista Ngô Đình Lệ Quyên. Il 2 novembre 1963 Nhu fu assassinato insieme a suo fratello dal capitano Nguyen Van Nhung durante il colpo di Stato guidato dal generale Dương Văn Minh, avvenuto con l'accordo che gli Stati Uniti non sarebbero intervenuti.